# Didier Pérouse de Montclos
Didier Pérouse de Montclos, né le 13 avril 1910 à Amiens et décédé le 19 décembre 1980 à Sikasso (Mali), est un père blanc et évêque de Sikasso.

## Biographie

Armes famille Pérouse de Montclos.

Il est issu d'une famille de l'ancienne bourgeoise originaire de Vienne (Isère), puis de Roussillon (Isère). Il est le premier des onze enfants de Henri Pérouse de Montclos (1883-1950), ingénieur de l'École centrale des arts et manufactures, et de Jeanne Berlier de Vauplane. Il est le frère de Xavier de Montclos, de François de Montclos, père blanc, et le cousin de Jean-Marie Pérouse de Montclos.
Il est ordonné prêtre à Carthage (Tunisie) le 29 juin 1936, puis envoyé Bobo-Dioulasso avant d'être nommé à Sikasso (Mali).  
Le 12 juin 1947 est érigée la préfecture apostolique de Sikasso, qui est confiée à Didier de Montclos, alors supérieur de la mission de Tounouma à Bobo. Sur l’immense territoire qui lui était confié (45 000 km²), Didier de Montclos ne trouvait en place qu’une seule mission, Karangasso, qui ne comptait alors qu’une poignée de chrétiens.
Le 5 février 1949, le père Cavé rejoint Didier de Montclos à Sikasso, puis le père Hue, venu de Karangasso le 20 juin.
Le 6 juillet 1963, la préfecture de Sikasso devient diocèse avec Didier Pérouse de Montclos comme premier évêque, ordonné par le pape Paul VI au Vatican, le 20 octobre 1963 au Vatican.

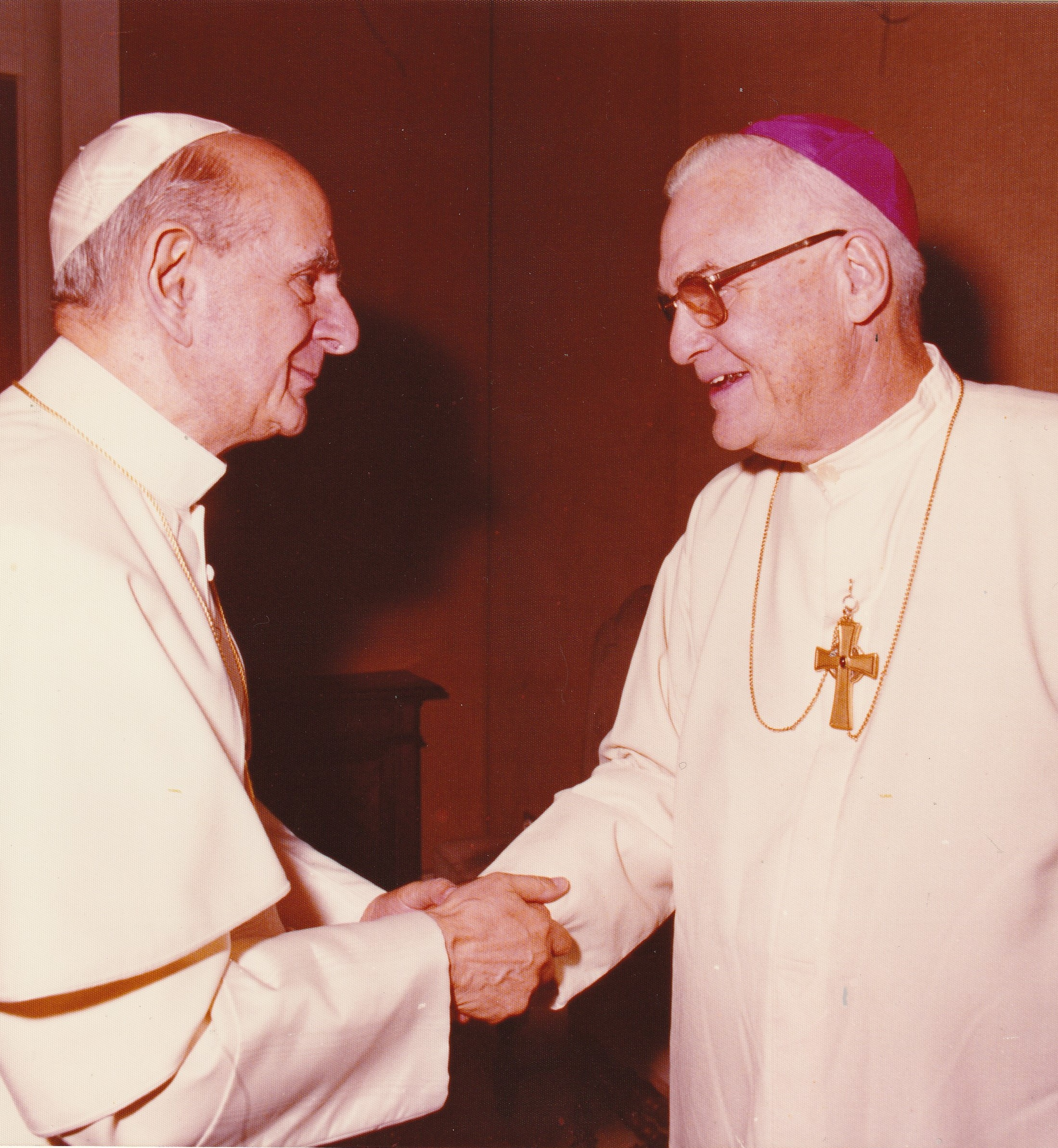
Didier Pérouse de Montclos

Ses armoiries épiscopales sont : au centre un pélican, emblème des Pères Blancs, inscrit dans la croix des Cadets du Père Doncoeur, et entouré des armoiries des Pérouse de Montclos et des Berlier de Vauplane.  
Il démissionne le 8 juillet 1976. 
Il meurt le 19 décembre 1980 à Bobo-Dioulasso. Il est enterré à Sikasso.  
Le gouvernement malien décide en 1995 de renommer le lycée d'Etat de Sikasso sur nom de "Lycée Monseigneur de Montclos".

## Postérité
- Lycée Monseigneur Pérouse de Montclos, Sikasso (Mali)